# Dicksonpokalen
Der Dicksonpokalen ist ein traditionsreicher Leichtathletikpreis in Schweden. Er wird mittlerweile für den besten Läufer über 1500 Meter bei der DN Galan vergeben.

## Geschichte

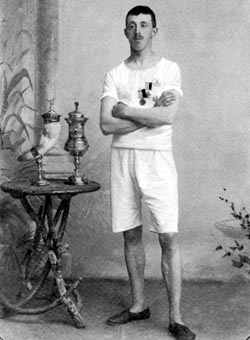
Patrik Löfgren mit dem Dicksonpokalen

James F. Dickson, der Hofstallmeister des schwedischen Königs, stiftete 1887 anlässlich des Andra Allmännan Idrottsfesten den Pokal für den besten Läufer über die englische Meile, bis zur ersten Verleihung sollte es jedoch noch zwei Jahre dauern. Bei schlechtem Wetter traten am 4. September 1889 auf dem lehmigen Boden des Exercisheden jedoch nur zwei Läufer an und der Sieger H. Lönnroth benötigte knapp über sechs Minuten.
1891 lobte Dickson ein zweites Mal eine Trophäe aus. Dieses Mal, der Wettbewerb fand im Rahmen des Internationella gymnastik- och idrottsfesten im Mai in Stockholm statt, nahmen 24 Läufer teil, darunter neben 18 Schweden auch drei Norweger, zwei Finnen und ein Engländer. Der Norweger H. Haugom konnte am Ende den Titel gewinnen. Die nächsten drei Ausgaben des Wettbewerbs gewann Patrik Löfgren von AIK, so dass der Läufer den Pokal behalten durfte.
1895 wurde daher zum dritten Mal ein Pokal gespendet, der jedoch als Wanderpokal vorgesehen wurde. Bis 1928 war die Laufdistanz die englische Meile, ehe man beschloss, ab 1929 den Pokal als Trophäe für den schwedischen Meister über 1500 Meter zu verleihen. 1946 wurde diese Entscheidung rückgängig gemacht und bis 1980 wurde wieder die englische Meile gelaufen. Seither ist die Renndistanz jedoch wieder 1500 Meter. 
Seit 1967 ist der Wettbewerb in die DN Galan in Stockholm eingebunden.